# Aspilota glabrimedia
Aspilota glabrimedia är en stekelart som beskrevs av Fischer 1979. Aspilota glabrimedia ingår i släktet Aspilota och familjen bracksteklar. Inga underarter finns listade.